# HotBot
HotBot ist eine Websuchmaschine, die im Mai 1996 als Dienst für die Leser der Online-Ausgabe des Wired-Magazins gestartet wurde. Nach verschiedenen Eigentümerwechseln trat unter der Marke HotBot zwischenzeitlich ein Anbieter von VPN-Dienstleistungen auf; mit Stand 2024 handelt es sich wieder um eine Suchmaschine in kanadischer Eigentümerschaft.

## Geschichte
HotBot basierte ursprünglich auf dem Webcrawler der Inktomi Corporation. In der Anfangszeit konnte HotBot dem damaligen Marktführer AltaVista starke Konkurrenz machen; beide gehörten zu den bekanntesten Suchmaschinen zu dieser Zeit. Frank Patalong schrieb 2002 im Spiegel online: „Hotbot war der Qualitäts-Suchdienst aus dem Hause „Wired“, der für Furore sorgte wie heute Teoma, als Altavista noch den Markt beherrschte.“
1998 wurde HotBot von Lycos übernommen. Im Jahr 1999 erfasste HotBot 88 Millionen Webseiten, dies entsprach 11 % der damals zugänglichen Seiten. Im September 2002 erfasste HotBot 2 Milliarden Webseiten. Die deutschsprachige Ausgabe HotBot Deutschland wurde 2002 eingestellt, nachdem der Konkurrent Yahoo den Softwarelieferanten Inktomi aufgekauft hatte. Später existierte HotBot noch als Frontend für die Suchmaschinen von Yahoo, des Lycos-eigenen Angebots lygo.com und von MSN, die wahlweise genutzt werden konnten. HotBot war daher im Suchmaschinenmarkt nur noch von marginaler Bedeutung. Die Marke HotBot gehörte 2017 der australischen Firma Melbourne IT. Mit Stand 2020 trat unter hotbot.com ein auf den Seychellen domizilierter VPN-Anbieter auf. Mit Stand 2024 ist HotBot wieder eine Suchmaschine und wird von HotBot Limited im kanadischen Windsor (Ontario) betrieben.